# Fockeberg
Der Name Fockeberg ist die nicht offizielle Bezeichnung der Trümmerkippe Bauernwiesen in der Leipziger Südvorstadt. Sie entstand zwischen 1947 und den späten 1960er Jahren über abgelagertem Schutt von abgerissenen Kriegsruinen.

## Entstehung
Der künstlich geschaffene Berg mit einer Höhe von 153,3 m ü. NN befindet sich südwestlich der Kreuzung von Focke- und Hardenbergstraße. Seinen Namen leitet er von der angrenzenden Straße ab, die 1908 nach dem Kaufmann August Adolf Focke benannt worden ist. Focke vermachte der Stadt Leipzig das Kapital für mehrere karitative Stiftungen.

Der Fockeberg nahm seinen Anfang am 1. Oktober 1947 mit der Inbetriebnahme einer Kippe zur Aufnahme von Trümmerschutt auf den ehemaligen Bauernwiesen. Aus dem Schutt abgetragener Kriegsruinen, vor allem aus der Inneren Südvorstadt, entstand durch Aufschüttungen im Verlauf von rund zehn Jahren eine etwa 40 Meter aus der Umgebung aufragende Geländeerhebung.
Nach dem Ende des Zweiten Weltkrieges begann die Stadtverwaltung, im Stadtgebiet von Leipzig ein Netz von Trümmerbahngleisen zu verlegen. Die sogenannte Südbahn brachte zuerst Trümmerschutt zu den Dölitzer Bruchfeldern an der Friederikenstraße. Als diese Deponie eine statisch zulässige Höhe erreicht hatte, wurde in einem durch die Luftangriffe auf Leipzig stark geschädigten Waldgebiet an den sogenannten Bauernwiesen eine neue Deponie angelegt. Der erste Trümmerschutt wurde dort am 3. November 1947 entladen. Auch die sogenannte Zentrumsbahn entlang der Karl-Tauchnitz-, Ferdinand-Rhode- und Wundtstraße, die zunächst nach dem Johannistal führte, nutzte später die Kippe Bauernwiesen. Nachdem im November 1952 alle anderen Deponien für Kriegsschutt geschlossen worden waren, blieb nur noch die Kippe Bauernwiesen in Betrieb. Diese wurde dann bis zum Ende der Trümmerbahn und noch darüber hinaus genutzt. Teilweise wurde der abgeladene Trümmerschutt auch verwertet. So wurden 1956 größere Mengen für den Bau des Zentralstadions per Lkw abtransportiert. An der Nordseite des Berges entstanden aus aufbereitetem Trümmerschutt lange Zeit Beton-Fertigteile.
Anfang der 1980er Jahre begann die Gestaltung und Begrünung des Haldengeländes. Es wurden Wege angelegt, Sitzmöglichkeiten geschaffen und insgesamt 15 Holz-Skulpturen aufgestellt, die aber inzwischen zum Teil nicht mehr vorhanden sind. 1994 erfolgte in Verlängerung der Hardenbergstraße eine Neugestaltung des Eingangsbereichs mit einer Pergola und Skulpturen von den Bildhauern Jürgen und Rainer Streege.

## Ort der Erholung und anderweitigen Nutzung

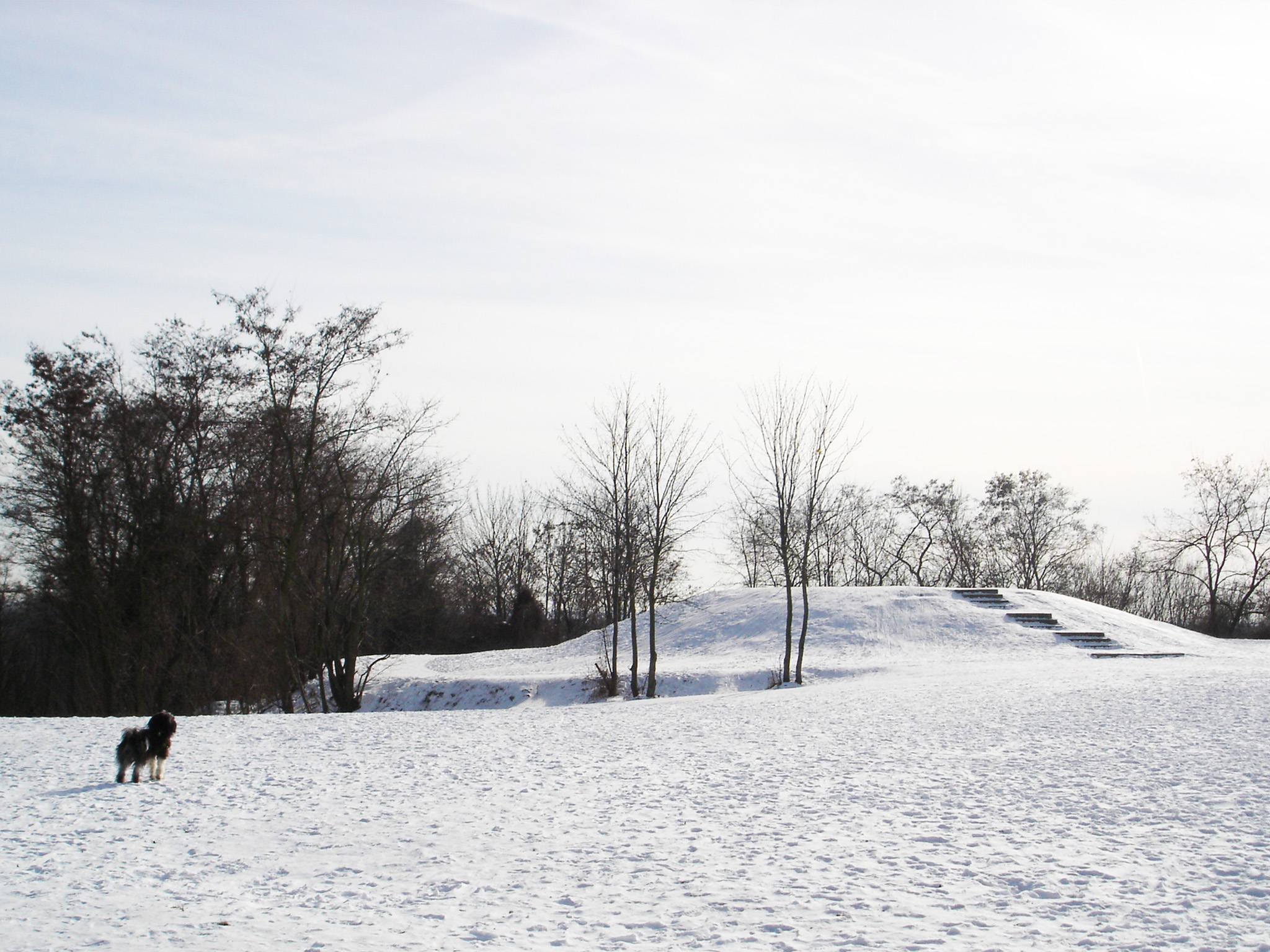
Plateau nebst Kuppe (2005)

Mit Wegen für die Begehung versehen, dient der Fockeberg heute als Erholungsort und hervorragender Aussichtspunkt. Ein etwa 850 Meter langer asphaltierter Weg, an dem sich eine Skulpturengalerie befindet, führt nach oben. Von dem das umgebende Gelände ungefähr 40 Meter überragenden Gipfel aus bietet sich eine gute Sicht auf die naheliegende Innenstadt, den direkt angrenzenden Auwald und die südlichen Teile der Stadt. Alljährlich ist das Bergplateau zur mitternächtlichen Silvesterfeier sehr beliebt und meist überfüllt.

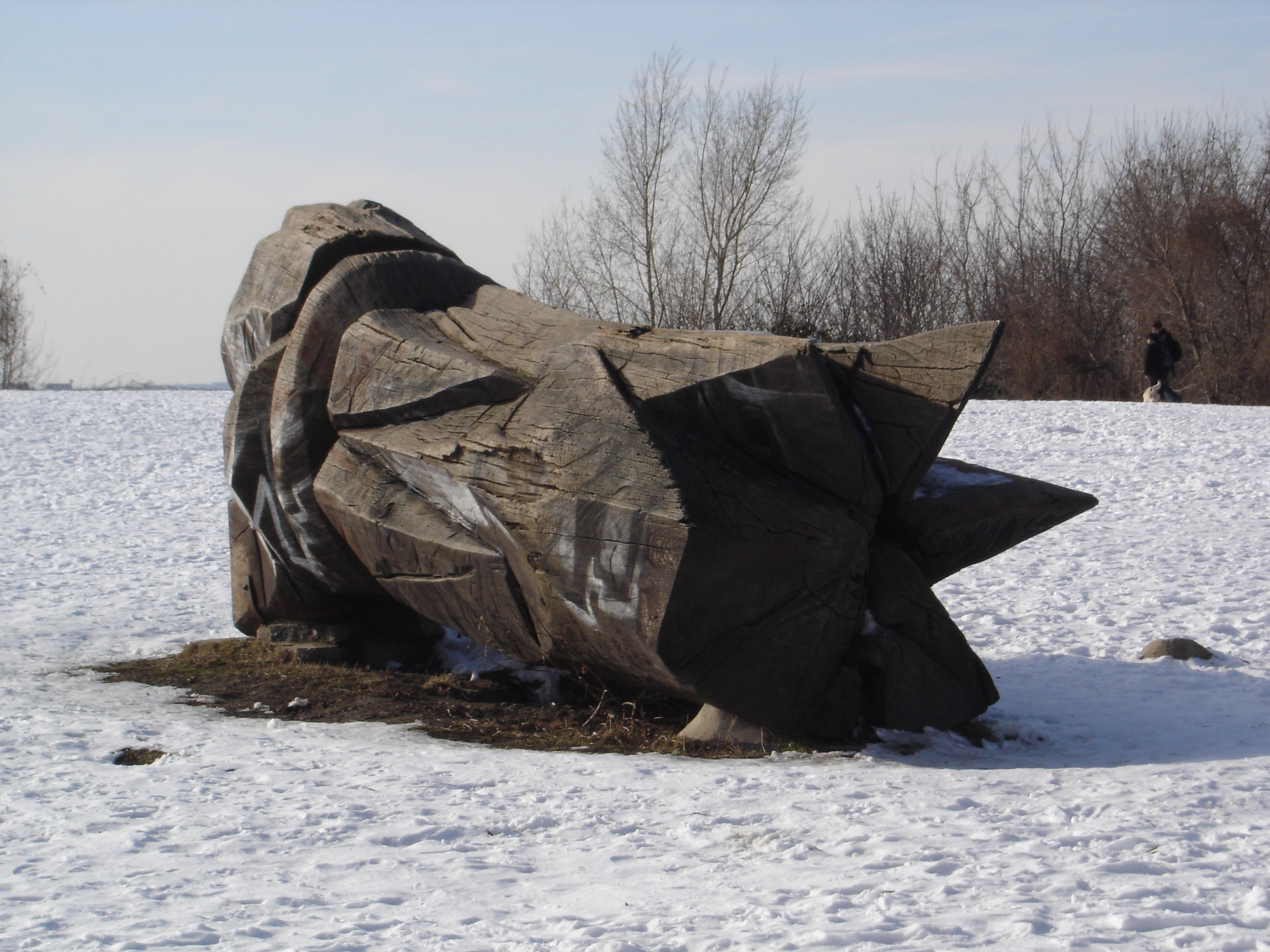
Ehemalige Holzskulptur (2005)

Außerdem ist der Fockeberg Schauplatz mehrerer jährlich stattfindender Sportveranstaltungen. Seit 1991 startet zweimal im Jahr (am ersten Samstag im März und im November) der Fockeberglauf. Ein Hauptlauf führt über zwölf Kilometer (sechs Runden, 270 Höhenmeter) und ein Fitnesslauf über sechs Kilometer (3 Runden, 135 Höhenmeter).
Jeweils einmal im Jahr finden zwei nicht ganz ernst zu nehmende Sportereignisse statt, der Prix de Tacot und das Fockebergzeitfahren. Der vom Kulturverein naTo veranstaltete Prix de Tacot ist ein ‚Internationales‘ Seifenkistenrennen mit den Disziplinen Massenstart (Bergaufschieben), Zeitfahren (eine Runde auf dem Gipfelplateau), Abfahrt zum Fuße des Berges und Ingenieurliga D, in der die Teams auf dem Bergplateau aus und mit mitgebrachten unbearbeiteten Materialien und Werkzeugen unter den Augen der Zuschauer in vier Stunden das beste Gefährt bauen müssen. Zusätzlich zu den Disziplinen werden Sonderpreise, unter anderem für das beste Design und die besten Junioren, vergeben. Am 5. Mai 2013 fand der Prix de Tacot bereits zum 22. Mal statt. Diese Veranstaltungen sind untrennbar mit dem 2009 tödlich verunglückten Moderator Paul Fröhlich verbunden.
Erstmals am 3. Juli 2005 wurde das Fockebergzeitfahren, ein Radrennen für jedermann, gestartet. Es besteht nur aus einer Bergwertung nach einer Fahrstrecke von etwa 850 Metern. 2005 gingen 156 Fahrer und 14 Fahrerinnen sowie 10 Jugendliche an den Start. Der Erstplatzierte absolvierte die Strecke in 1:36 Minute. Eine Bestzeit wurde 2008 mit 1:24,89 Min. aufgestellt. Das Fockebergzeitfahren fand am 27. Juni 2010 zum sechsten Mal statt, im Jahr 2011 wurde das Rennen abgesagt.
Der Fockeberg dient auch als beliebter (Kurz-)Drehort für in Leipzig spielende Filme/Serien wie Tatort und In aller Freundschaft.